# Alcathoe carolinensis
Alcathoe carolinensis is een vlinder uit de familie wespvlinders (Sesiidae), onderfamilie Sesiinae.
Alcathoe carolinensis is voor het eerst wetenschappelijk beschreven door Engelhardt in 1925. De soort komt voor in het Nearctisch gebied.